# Die wahre Braut
Die wahre Braut ist ein Märchen (ATU 313). Es steht in den Kinder- und Hausmärchen der Brüder Grimm ab der 5. Auflage von 1843 an Stelle 186 (KHM 186) und stammt aus der Zeitschrift für deutsches Alterthum von Moriz Haupt, der das Märchen aus der Oberlausitz dort 1842 veröffentlichte. Ludwig Bechstein übernahm es aus derselben Quelle in sein Deutsches Märchenbuch von 1845 unter dem Titel Helene.

## Inhalt
Ein schönes und fleißiges Mädchen wird von seiner Stiefmutter mit immer schwereren Aufgaben gequält. Erst muss es an einem Tag zwölf Pfund Federn abschleißen, dann einen See mit einem löchrigen Löffel leeren, dann ein Schloss bauen. Jedes Mal kommt eine alte Frau und hilft ihm, während es schläft. Bei der Begehung des Schlosskellers stürzt sich die Stiefmutter zu Tode. Das Mädchen verlobt sich mit einem Königssohn. Als dieser das Einverständnis seines Vaters zur Hochzeit einholen will, küsst sie ihn auf die linke Wange und wartet unter einer Linde, bevor sie ihn nach drei Tagen suchen geht. Da niemand von ihm weiß, lebt sie einige Jahre traurig als Hirtin. Zweimal reitet ihr Geliebter, den eine andere Königstochter heiraten will, an ihr vorbei, ohne sie zu erkennen. Auf dem dreitägigen Fest tanzt sie mit ihm einen Abend in einem Kleid mit Sonnen, dann in einem mit Monden und schließlich in einem mit Sternen. Als sie ihn auf die linke Wange küsst, erkennt er sie. Sie heiraten im Schloss der wahren Braut.

## Stil

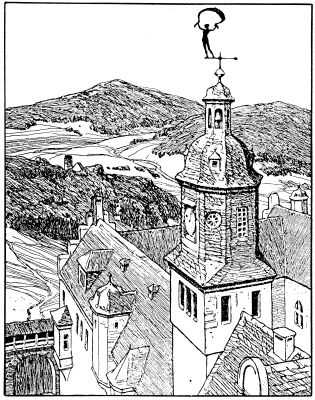
Illustration von Otto Ubbelohde, 1909

Das Märchen weist eine Dreiteilung auf in den Abschnitt der bösen Stiefmutter (wie KHM 21 Aschenputtel, KHM 130 Einäuglein, Zweiäuglein und Dreiäuglein), die Suchwanderung als einsame Hirtin (KHM 69 Jorinde und Joringel, KHM 181 Die Nixe im Teich) und schließlich die Festnächte (KHM 21 Aschenputtel, KHM 65 Allerleirauh, KHM 88 Das singende springende Löweneckerchen, KHM 113 De beiden Künigeskinner, KHM 127 Der Eisenofen, KHM 193 Der Trommler). Dabei sind der erste und der letzte Abschnitt wiederum eine Abfolge von drei Aufgaben bzw. drei Nächten. Die drei Aufgaben scheinen die Elemente Luft, Wasser und Erde zu repräsentieren (vgl. KHM 17, 33, 62, 193, 107a), was sich in der Erwähnung der Wetterfahne, des Wassers in den Töpfen und des Kellers wiederholt.
Im mittleren Abschnitt spricht das Mädchen als Hirtin zu ihrem Kälbchen ein Gedicht:

„Kälbchen, Kälbchen, knie nieder,

vergiß nicht deine Hirtin wieder,

wie der Königssohn die Braut vergaß,

die unter der grünen Linde saß.“

Dabei scheint das Kälbchen für ein Kind oder ihren Mann zu stehen. Als sie das Gedicht in seiner Nähe das zweite Mal spricht hält er an, hält „die Hand vor die Augen, als wollte er sich auf etwas besinnen, aber schnell ritt er weiter und war bald verschwunden.“ Basiles tragisches Märchen Viso klingt hier doch deutlich nach.

## Herkunft

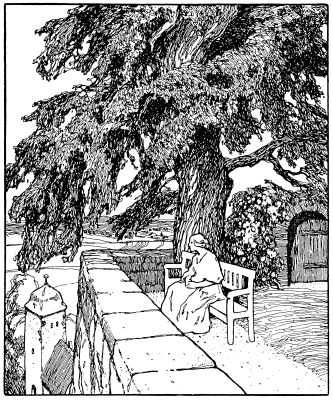
Illustration von Otto Ubbelohde, 1909

Das Märchen steht in den Kinder- und Hausmärchen der Brüder Grimm ab der 5. Auflage von 1843. Die 6. Auflage änderte nur wenige Formulierungen: Die Wetterfahne dreht sich „wie eine goldene Jungfrau mit fliegendem Gewand“. Der Prinz bei der Hirtin, sich besinnend, hält die Hand vor die Augen. Zur 7. Auflage letzter Hand hängen die Kronleuchter statt „in den Sälen“ nun „von der Bühne herab“. Grimms Anmerkung vermerkt nur die Quelle „aus der Oberlausitz“ in Moriz Haupts Zeitschrift für deutsches Alterthum (Nr. 2, 1842, S. 481–486). Dort ist das Schloss nicht näher beschrieben und auch am Schluss nicht mehr erwähnt. Das Gedicht spricht sie einmal allein und einmal in seiner Hörweite, aber „leise und mit zitternder Stimme“. Es lautet so:

„kälbchen, knie nieder

und vergiß deiner ehre nicht, wie der

prinz Lassmann die arme Helene vergaß,

als sie unter der grünen linde saß.“

Vgl. in Giambattista Basiles Pentameron II,7 Die Taube, III,3 Viso, III,9 Rosella.

## Rezeption

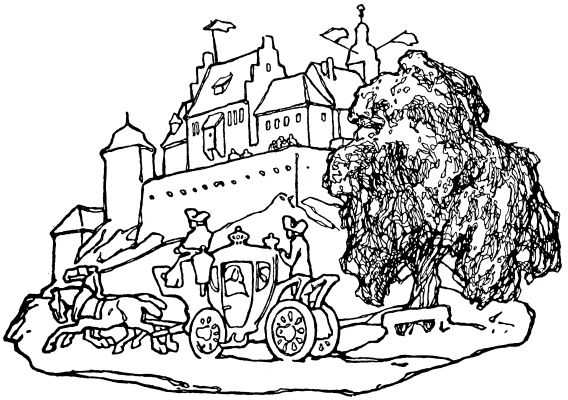
Illustration von Otto Ubbelohde, 1909

Ludwig Bechsteins Deutsches Märchenbuch enthielt das Märchen mit dem Titel Helene ab 1845, allerdings nur in frühen Auflagen. Er hält sich dabei an Moriz Haupt, wie er auch angibt. Vgl. bei Bechstein auch Siebenschön, Die Knaben mit den goldnen Sternlein und Die drei Nüsse.

## Interpretation
Edzard Storck sieht die Aufgaben als Läuterungen, das Schloss als den Körper mit seinem Innenleben, die Linde als den Lebensbaum des Paradieses, das Sternenkleid ist das wahre Hochzeitsgewand (Mt 22 ). Laut Wilhelm Salber bewegen hier Maßlosigkeit und sich klein machen einander. Er bringt das Beispiel einer Dreißigjährigen, die ihre „wahre Gestalt“ nur in anspruchslosem Erfüllen und Benörgeln fremder Aufgaben fand.

## Fernsehen
- 1987 wurde das Märchen von Jim Henson im Rahmen seiner Sendung The Storyteller verfilmt. Diese Version hält sich eng an die Geschichte der Brüder Grimm, jedoch wird die Stiefmutter durch einen bösen Troll ersetzt, anstatt einer alten Frau hilft ein weißer Löwe beim Erfüllen der Aufgaben und der Prinz wird nicht von einer anderen Prinzessin, sondern von der hässlichen Tochter des Trolls verhext. Beide Trolle finden durch das Eingreifen des Löwen im Keller des Brautschlosses den Tod.
- 2020: Helene, die wahre Braut, Fernsehfilm der 13. Staffel der ARD-Märchenfilmreihe Sechs auf einen Streich.